# Andreas Thiel (Archäologe)
Andreas Thiel (* 1964 in Erlangen) ist ein deutscher Provinzialrömischer Archäologe.

## Biographie
Andreas Thiel studierte Provinzialrömische Archäologie an der Universität Erlangen, von 1990 bis 1991 an der Universität Cardiff und von 1988 bis 1998 an der Universität München. In den Nebenfächern belegte er Vor- und Frühgeschichte, Alte Geschichte und Klassische Archäologie. In München wurde er 1998 bei Günter Ulbert mit einer Dissertation über das Kastell und den Vicus von Jagsthausen promoviert. Zwischen 1998 und 2000 absolvierte Thiel ein wissenschaftliches Volontariat in der Archäologischen Denkmalpflege am Landesamt für Denkmalpflege Baden-Württemberg.
Von Januar 2000 bis Dezember 2003 war er als Wissenschaftlicher Angestellter am Landesdenkmalamt in Baden-Württemberg tätig. Hier begann er in Zusammenarbeit mit Dieter Planck mit der Erstellung und Koordination des UNESCO-Aufnahmeantrags der Bundesländer Rheinland-Pfalz, Hessen, Baden-Württemberg und Bayern für die dort erhaltenen Limesabschnitte im Rahmen des internationalen Welterbe-Projekts „Grenzen des Römischen Reiches“.
Im Jahr 2004 wurde er Geschäftsführer der 2003 gegründeten Deutschen Limeskommission. In diesem Zusammenhang blieb er bis zur Niederlegung seines Amtes als Geschäftsführer bis 2008 verantwortlicher Ansprechpartner für das Welterbe-Projekt und setzte sich als Antragskoordinator intensiv für die 2005 vollzogene Aufnahme des Limes in die Weltkulturerbeliste ein. Im Jahr 2007 nahm er eine Lehrtätigkeit am archäologischen Institut der Universität Frankfurt auf.
Im April 2008 beendete er seine Arbeit bei der Deutschen Limeskommission und ist seit Mai desselben Jahres als Oberkonservator am Landesamt für Denkmalpflege Baden-Württemberg beim Regierungspräsidium Stuttgart in Esslingen tätig.

### Mitgliedschaften
Seit 2006 ist Thiel Mitglied im Deutschen Nationalkomitee von ICOMOS und seit 2007 korrespondierendes Mitglied des Deutschen Archäologischen Instituts.

### Familie
Thiel ist verheiratet und lebt in Esslingen.

## Schriften (Auswahl)
- Das römische Jagsthausen. Kastell, Vicus und Siedelstellen des Umlandes (= Materialhefte zur Archäologie in Baden-Württemberg. 72). Theiss, Stuttgart 2005, ISBN 3-8062-2001-8 (= Dissertation).
- Eine neu gefundene Renovierungsinschrift aus dem zweiten römischen Militärbad von Jagsthausen, Kreis Heilbronn. In: Fundberichte aus Baden-Württemberg. Band 20. Stuttgart 1995, S. 725–735.
- Das Kastellbad von Jagsthausen – ein Beispiel für die archäologische Denkmalpflege in den 90er Jahren. In: Denkmalpflege in Baden-Württemberg. Nachrichtenblatt des Landesdenkmalamtes. 25, (1996), Nr. 4, S. 244–250.
- Weitere archäologische Aufschlüsse im Kastellvicus von Jagsthausen, Kreis Heilbronn. In: Archäologische Ausgrabungen in Baden-Württemberg. 1997 (1998), S. 109–111.
- Wege am Limes. 55 Ausflüge in die Römerzeit. Theiss, Stuttgart 2005, ISBN 3-8062-1946-X.
- Jagsthausen. Kohortenkastell, Zivilsiedlung, Gräberfeld. In: Dieter Planck (Hrsg.): Die Römer in Baden-Württemberg. Theiss, Stuttgart 2005, ISBN 3-8062-1555-3, S. 138ff.
- Komplexe Streifenhäuser am Ortsrand. Neue Erkenntnisse zu Planung und Ausbau des Kastellvicus von Jagsthausen. In: Peter Henrich (Hrsg.): Der Limes vom Niederrhein bis an die Donau. 6. Kolloquium der Deutschen Limeskommission (= Beiträge zum Welterbe Limes. 6). Theiss, Stuttgart 2012, ISBN 978-3-8062-2466-5, S. 89–97.
- Die Römer in Deutschland. Theiss, Stuttgart 2008, ISBN 3-8062-2067-0.
- mit Dieter Planck: Das Limes-Lexikon. Roms Grenzen von A bis Z. Beck, München 2009, ISBN 3-406-56816-5.
- mit Marcus Reuter: Der Limes. Auf den Spuren der Römer. Theiss, Stuttgart 2015, ISBN 978-3-8062-2760-4.
- mit Sarah Roth: Vicus Aurelianus. Das römische Öhringen (= Archäologische Informationen aus Baden-Württemberg. Heft 74). Landesamt für Denkmalpflege im Regierungspräsidium Stuttgart, Esslingen 2016, ISBN 978-3-942227-24-7.
- mit David Breeze, Tatiana Ivleva, Rebecca H. Jones: A History of the Congress of Roman Frontier Studies 1949–2022. Archaeopress, Oxford 2022, ISBN 978-1-80327-302-0 (Open Access).